# Scoliacma conspersa
Scoliacma conspersa är en fjärilsart som beskrevs av Rothschild 1916. Scoliacma conspersa ingår i släktet Scoliacma och familjen björnspinnare. Inga underarter finns listade.